# Cristiano Caporezzo
Cristiano Caporezzo Araújo Pires Ferreira, (Currais Novos, 24 de junho de 1988), é deputado estadual, filiado ao Partido Liberal (PL), eleito pelo estado de Minas Gerais.

## Biografia
Bacharel em Direito, policial militar, cristão e conservador. Assume em 2023 seu primeiro mandato na ALMG, após exercer mandato de vereador pela cidade de Uberlândia (Triângulo), tendo sido o candidato conservador mais votado no município em 2020. É defensor da liberdade, da família, da segurança pública, anticomunista, armamentista, contrário à legalização das drogas, pró-vida (contra o aborto), defensor do agronegócio e do livre mercado. Por 12 anos serviu na Polícia Militar de Minas Gerais (PMMG), na qual tem a graduação de cabo. Atualmente, além de vereador, é coordenador do movimento Direita Minas. Na Câmara de Uberlândia, atuou diretamente na defesa do conservadorismo e dos valores tradicionais do povo mineiro, sendo também parceiro de entidades como a Associação de Assistência à Criança Deficiente (AACD) e Associações de Pais e Amigos dos Excepcionais (Apaes), o que deve se repetir no Parlamento Mineiro.

## Desempenho em eleições
| Ano  | Eleição                  | Cargo             | Partido  | Nº    | Coligação     | Vice | Despesas (R$) | Votos  | %     | Resultado | Ref         |
| ---- | ------------------------ | ----------------- | -------- | ----- | ------------- | ---- | ------------- | ------ | ----- | --------- | ----------- |
| 2020 | Municipal de Uberlândia  | Vereador          | PATRIOTA | 51038 | sem coligação | -    | 11.418,14     | 2.012  | 0,63% | Suplente  | [ 4 ] [ 5 ] |
| 2022 | Estadual de Minas Gerais | Deputado estadual | PL       | 22038 | sem coligação | -    | 485.832,65    | 52.168 | 0,47% | Eleito    | [ 6 ] [ 7 ] |